# Lake Tuggeranong
Lake Tuggeranong är en sjö i Australien. Den ligger i territoriet Australian Capital Territory, i den sydöstra delen av landet, omkring 12 kilometer sydväst om huvudstaden Canberra. Lake Tuggeranong ligger 567 meter över havet. Arean är 0,58 kvadratkilometer. Den sträcker sig 1,9 kilometer i nord-sydlig riktning, och 0,8 kilometer i öst-västlig riktning.